# دومر
دومر (به عربی: دمر) یک منطقهٔ مسکونی در سوریه است که در دمشق واقع شده‌است. دومر ۹۶٬۹۶۲ نفر جمعیت دارد.